# 寧辺核施設
座標: 北緯39度47分19.18秒 東経125度45分43.66秒 / 北緯39.7886611度 東経125.7621278度
寧辺核施設（ニョンビョンかくしせつ、朝鮮語: 녕변핵시설、英語: Nyeongbyeon Nuclear Scientific Research Center、寧辺原子力研究センターとも）は、朝鮮民主主義人民共和国（北朝鮮）にある北朝鮮最初の原子炉が稼働している核施設である。平壌の北約80キロメートルの平安北道寧辺郡に位置している。2006年以降に北朝鮮が行った核実験で用いられた核物質を生産した。

## 施設
寧辺の核施設は、清川江の支流である九龍江に沿った土地にあり、その面積は8.92平方キロメートルある。約2,000人のスタッフが働いているとされる。1961年に建設が開始された。核燃料を製造する工場から、原子炉、使用済み核燃料の再処理工場まで、核燃料サイクルに必要とされる主要な施設すべてが所在している。

### IRT-2000研究炉
IRT-2000研究炉はソビエト連邦（ソ連）が設計した研究用の原子炉で、ソ連との協定に基づいて提供されたものが1962年に建設開始され、1965年8月15日に初めて臨界に到達した。当初の熱出力は2,000キロワットであった。燃料は10パーセントの濃縮ウラン核燃料で、1973年までソビエト連邦から提供されていた。その後、北朝鮮の科学者により独自に能力が増強され、最終的に80パーセント濃縮ウラン燃料による8,000キロワット原子炉となった。主に甲状腺癌の放射線療法用の放射性同位体であるヨウ素131の生産に使われていた。しかし近年の活動はほとんど行われていない。

### 5メガワット原子炉
寧辺の5メガワット原子炉は、1979年に用地の準備が始められ、1982年4月に原子炉の建設工事が始まった。1985年に初めて臨界に到達し、1986年1月から運転を開始したとされている。寧辺1号炉などと呼ばれる。
原子炉は、1950年代にイギリスが開発した黒鉛減速ガス冷却炉であるマグノックス炉（コールダーホール型）の設計を元に北朝鮮で独自に開発したもので、カナダで教育を受けた物理学者である慶元河教授 (Kyong Wonha) が指導したとされている。マグネシウム・ジルコニウム合金の被覆管を使った天然ウラン核燃料を使用している。燃料棒は1本あたり長さ50 cm、直径3 cm、重さ6.17 kgで、これを合計801チャンネルある燃料チャンネルに1チャンネルあたり10本ずつ挿入し、合計約8,000本の核燃料棒を使用する。ウランの総重量は40 - 45トンで、燃料平均温度は420度である。
電気出力は5メガワットとされ、また熱出力は20 - 30メガワットとされている。通常、電気出力は熱出力の3分の1程度であるので、この炉では電気出力から通常想定される熱出力に比べて倍程度大きな熱出力を持っていることになる。
この炉を1日運転すると、熱出力1メガワットあたり0.9 gのプルトニウムを生産できる。熱出力が20 - 30メガワット程度であることを考慮し、また稼働率を85パーセントとするならば、年間に5.5 - 8.5 kgのプルトニウムを生産できる。プルトニウム方式の原子爆弾は、1個あたり5 kg程度のプルトニウムを使用するので、この原子炉を順調に稼働できれば、年に1個程度のプルトニウム原爆を生産できるプルトニウムを生産できる。
また北朝鮮側の説明によれば、この原子炉では電力網への電力の供給と、近隣の町への熱の供給も行っている。
このマグノックス炉は2007年に六者会合の合意に沿って無力化されたが、2009年に合意の崩壊にともなって、既存の使用済み核燃料の再処理のために部分的に復旧された。2015年9月15日に北朝鮮は、この原子炉は運転を再開したと発表した。

### 50メガワット原子炉
寧辺2号炉とも呼ばれる電気出力が50メガワットの原子炉は1986年に着工されたが、1994年の米朝枠組み合意により建設が中断され、完成しなかった。仮に建設が再開されたとしても、減速材の黒鉛ブロックなどが不足しているために完成させるためには数年程度が必要であると見積もられている。1994年に建設が中断された時点では、1995年に完成が予定されていた。
寧辺の50メガワット原子炉の他に、寧辺の20 km北西にある泰川郡に電気出力200メガワットの原子炉も同時期に建設されていた。これらの2つの原子炉で、年間200 kgのプルトニウム生産が可能であるとされ、これは年間50個ほどの原爆を生産できることになる。これら2つの原子炉は電力網に接続されておらず、電力供給ではなく核兵器生産が主目的ではないかとの関心がもたれている。

### 放射化学研究所
放射化学研究所は使用済み核燃料再処理工場であり、5メガワット原子炉の使用済み核燃料をPUREX法により再処理してプルトニウムを抽出している。年間200 - 250トンほどの核燃料を再処理して、100 kgのプルトニウムを抽出する能力があると推定されている。一方、この能力は過大に見積もられたものであるとする意見もあり、ロシアの専門家は年間25トンの処理能力であるとみている。

### 核物理学研究所
核物理学研究所はIRT-2000研究炉の南側に1964年に建設されたもので、原子力関連の人材育成を担当してきている。

### 核燃料製造工場
核燃料製造工場は、2004年1月8日のアメリカの代表の訪問の際に北朝鮮側から当時建設中であることが公表された。その当時部分的に稼働状態であり、年間100トンのウラン燃料を生産してきたと言われている。

## 歴史

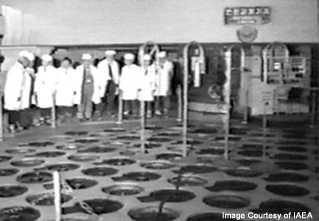
5 メガワット原子炉の核燃料アクセスポート

北朝鮮の原子力研究は1956年に始まり、寧辺にまず研究所が建設された。1960年代にはソ連との協定により、IRT-2000研究炉の提供を受けて建設し、1965年に運転が開始された。
続いて5メガワット実験用原子炉の建設は1979年に始まり、1985年8月に初めて臨界に到達した。この原子炉は、後のより大きな原子炉を開発する計画のための初期の技術実証用小型炉であった。1994年に米朝枠組み合意で運転が中止されるまで、断続的に運転された。枠組み合意が2002年に決裂した後、2003年2月に運転が再開され、その核燃料中で毎年約5キログラムのペースでプルトニウムを生産した。この原子炉から取り出された使用済み核燃料は再処理され、推定で金属プルトニウムを30 - 50 キログラム程度得て、そのうちの一部が2006年と2009年の核実験に使われた核兵器に用いられた。
寧辺には50メガワットの原型炉も存在しているが、完成まで1年ほどとなった1994年に枠組み合意により残りの建設が凍結された。2004年のアメリカの代表団の訪問時点では、構造物と配管はかなり傷んだ状態で、建設を再開してもかなりの時間がかかるものと考えられた。さらに200 メガワットの実用炉も寧辺の20 キロメートル北西にある泰川郡に、1994年の枠組み合意で中止されるまで建設されていた。2005年5月に北朝鮮を訪問したアメリカの学者に対して北朝鮮側が説明したところによれば、2年以内にこれらの原子炉を完成させる計画があるとしており、また実際に建設を再開したとの報道もされている。

### 2007年の運転中止

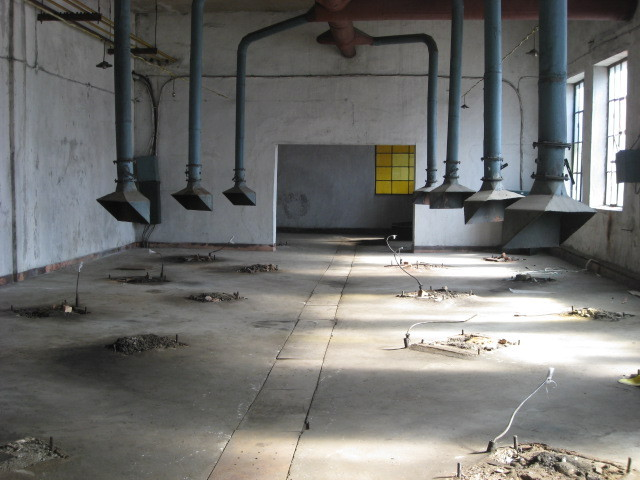
運転を停止した核燃料製造工場

2007年2月13日、六者会合において、北朝鮮が再処理工場を含む寧辺核施設の運転を中止して封印し、国際原子力機関 (IAEA) の査察官を必要とされる全ての監視・証明活動を行うために呼び戻すことで合意に達した。この見返りとして、北朝鮮は緊急の燃料支援として、拉致問題を抱える日本以外の米中韓露4ヶ国から5万トンの重油を提供されることになった。
IAEAの査察官は7月14日に現地に到着し、寧辺の各施設の運転が停止されていることを確認し、これらに封印を行った。これは澳門匯業銀行（バンコデルタアジア）に関連する北朝鮮とアメリカの争いのために4月に予定されていたものが遅れたものであった。6月30日に韓国政府の関係者は、2週間以内に提供される最初の重油を受けて核施設の停止が始まるかもしれないと示唆した。7月14日に、アメリカのショーン・マコーマック報道官は、北朝鮮からアメリカに対して原子炉の運転が停止された旨の通告があったことを明らかにした。アメリカはこの知らせを歓迎し、IAEAの査察チームによる確認作業を待っていると付け加えた。その翌日、IAEAのモハメド・エルバラダイ事務局長は、原子炉の停止を国連が確認したことを発表した。7月18日、IAEAは寧辺にある5つ全ての核施設が停止されたことを確認した。
2008年3月3日のIAEA理事会への冒頭説明において、事務局長は施設の無能力化について、IAEAが保証していないので新しい情報を提供できないと語った。5メガワット実験原子炉から取り出された全ての核燃料棒と、無能力化されている核燃料生産施設によって生成された核物質は、IAEAの封じ込めと監視を受けている。

### 2008年の冷却塔取り壊し
2008年6月27日、北朝鮮は核兵器開発計画におけるもっとも有名なシンボルである、核施設の原子炉の冷却塔を破壊した。冷却塔の爆破は、当初CNNが衛星中継する予定があったが、施設の不備のため実現しなかった。
原子炉からの不必要な熱を大気中に放出する高さ60フィートの冷却塔の破壊は、北朝鮮が核開発計画を廃棄する宣言を行ったことに対するアメリカの譲歩に対応したものであった。アメリカは250万ドルの取壊し費用を負担した。

### 再稼働の可能性
2008年に、六者会合の無能力化プロセスに関する北朝鮮とアメリカの間での意見の相違により、緊張が再び高まった。2008年10月9日、IAEAの査察官は北朝鮮政府によって施設のさらなる査察を続けることを拒絶された。しかしながらアメリカ東部時間の10月11日に、アメリカ合衆国連邦政府が北朝鮮をテロ支援国家リストから外した。これにより北朝鮮政府はIAEAの査察官が核施設に戻ることを許可し、また六者会合の無能力化プロセスを遵守することを表明した。

### 2009年の再処理再開
北朝鮮国営通信社である朝鮮中央通信のウェブサイトによれば、直近の北朝鮮によるミサイル発射実験に対する国際連合の制裁措置への対応として、2009年4月24日にプルトニウムを抽出するための使用済み核燃料の再処理を再開した。

### 軽水炉の開発
2009年に北朝鮮は、自力開発による実験的な軽水炉と、それに核燃料を供給するためのウラン濃縮技術を開発する意図を表明した。2010年には、低濃縮ウラン燃料を生産するための2,000基のガス遠心分離機を用いたウラン濃縮工場が稼働を開始し、電気出力が25メガワットから30メガワットの実験的軽水炉の建設が開始され、2012年の稼働開始を目標とした。2011年11月には、人工衛星の画像により、軽水炉の建設が急速に進んでおり、コンクリートの構造はおおむね完成していることが判明した。軽水炉は、実験的なマグノックス炉の冷却塔が取り壊された場所に建設されていた。この実験的な軽水炉の建設に続いて、北朝鮮は発電用により大きな軽水炉の建設を計画していた。アメリカ合衆国のシンクタンクによれば、この軽水炉は2013年に運転を開始する見込みであるという。

### ウラン濃縮の中止
2012年2月に、北朝鮮はアメリカ合衆国と生産的な議論が続けられているうちは、寧辺におけるウラン濃縮を中止し、これ以上の核実験を行わないと発表した。これに加えて、北朝鮮はIAEAの査察官に、寧辺での活動の査察を許可した。アメリカ合衆国は、北朝鮮に対して敵対的な意図を持っていないと再度確認し、相互の関係を改善する準備があるとした。2月29日の交渉が失敗した後に、おそらくウラン濃縮活動は再開されたものと思われる。

### 2013年の活動再開
2013年3月に北朝鮮は、電気出力5メガワットの実験炉の運転を再開するだろうと発表した。この運転再開のためには、無効化されていた二次冷却系の復旧が必要である。この発表は、北朝鮮が韓国と戦争状態にあると宣言した数日後に行われた。
2013年6月にジョンズ・ホプキンス大学米韓研究所は、冷却塔が修復されたことを示す衛星写真を公表した。
2013年8月31日の衛星写真では、原子炉建屋のそばの蒸気タービンと発電機を収めた建物から蒸気が上がっていることが示された。
2015年9月15日に、北朝鮮が寧辺核施設は電気出力5メガワットの実験炉を含めて完全に運転を再開したと発表した。

### 2019年2月米朝首脳会談
2019年2月27日、2月28日にかけて行われた米朝首脳会談では、北朝鮮側より寧辺核施設の全ての核物質生産施設の永久的かつ完全に廃棄する提案が行われたが、アメリカ側が主張する核廃棄の考え方との隔たりは大きく合意文書が結ばれないまま物別れに終わっている。

### 2021年の活動再開
2021年8月27日、国際原子力機関は北朝鮮の核開発に関する年次報告書の中で、同年7月頃から原子炉が再稼働している可能性があることを発表。安全保障理事会決議に違反していると指摘した。

### 新しいウラン濃縮施設
2025年6月にIAEAの事務総長は、衛星写真による分析で、寧辺原子力研究センターの南部地区に新しく核兵器用の核分裂物質を生産する目的と思われるウラン濃縮施設が建設されていることを指摘した。その特徴や外観は、降仙濃縮施設にあるものと似ている。衛星写真の追跡によれば、2024年12月に建設が開始され、6月初頭には建物が完成して、内部の工事が続けられているものと思われる。

## 登場作品
- マーセナリーズ

アクションゲーム。